# Sweet Home (Computerspiel)
Sweet Home (japanisch スウィートホーム; Suwīto hōmu, zu deutsch sinnbildlich „Trautes Heim“) ist ein japanisches Computer-Rollenspiel des Survival-Horror-Genres, das für die Famicom-Konsole entwickelt und am 15. Dezember 1989 von Capcom in Japan herausgebracht wurde. Obgleich inzwischen eine von Fans ins Englische übersetzte Version vorliegt, wurde das Spiel nie außerhalb Japans vertrieben. Produzent war Juzo Itami, die Musik komponierte Junko Tamiya. Sweet Home gilt als Vorläufer der späteren, sehr bekannten Resident-Evil-Spielereihe.

## Spielinhalte
Wie eingangs erwähnt, lässt sich das Spiel dem Survival-Horror zuordnen. Der Spieler hat die Aufgabe, nach Möglichkeit alle seine Figuren wohlbehalten durch das Spiel zu bringen.

### Grafik
Gespielt wird auf der Famicom-Konsole in einer verhältnismäßig aufwändigen, farbigen 8-Bit-Grafik. Für ein Rollenspiel dieser Zeit war Sweet Home ungewöhnlich detailreich gestaltet.

### Features
Als typisches Rollenspiel bietet Sweet Home mehrere Spielercharaktere, die der Spieler umbenennen kann und die individuelle Eigenschaften besitzen. So kann beispielsweise der Fotograf Ryō Aufnahmen von den Fresken und Gegnern machen (wobei das Licht aus dem Blitzlichtwürfel diversen Gegnern Schaden zufügt), während die Krankenschwester Akiko mit Hilfe ihres Erste-Hilfe-Kastens Kampfteilnehmer heilen kann.
Sweet Home enthält bereits Spieleelemente, die in Resident Evil Berühmtheit erlangten. So zum Beispiel die „Tür-Sequenz“, bei der aus der Ich-Perspektive eine Tür oder ein Gartentor geöffnet wird. Diese Zwischensequenzen sollen die Spannung erhöhen. Die verschiedenen Dungeons hingegen werden aus der Vogelperspektive erkundet. Ebenfalls bereits vorhanden ist das Feature der zahlreichen Rätsel und Puzzles, deren Lösungen den Spieler voranbringen. So müssen unter anderem gewisse Fresken mittels eines Vakuumreinigers von verdreckter Firnis gesäubert werden, damit ihr Gemälde und darin versteckte Notizen sichtbar werden.
Eine Besonderheit in Sweet Home sind die zahlreichen Fallen, die im Haus versteckt sind. Hierzu zählen Treibsand, einstürzende Fußböden und Poltergeistaktivitäten wie umherfliegende Möbel. Offene Bodendurchbrüche müssen durch Items wie Holzplatten überbrückt werden und in manchen Räumen ist es stockfinster, was die Orientierung erschwert. Zusätzlich durchqueren Geister und Dämonen diverse Räume und verschleppen einzelne Crewmitglieder in weit entfernte Bereiche des Hauses, sodass der Spieler seine Figuren mühsam wieder zusammenführen muss.

### Kampfsystem
Die Kämpfe werden aus der Ich-Perspektive ausgetragen und sind rundenbasiert. Als Waffen stehen Messer, Schwerter und Äxte zur Verfügung. Während des Kampfes erscheint ein doppeltes Menü-Fenster, das auf der rechten Seite die Charakternamen und Healthpoints (H.P.) anzeigt und links die Optionen „Angriff“, „Gebet“ (vergleichbar mit der Zauberfunktion anderer Rollenspiele), „Werkzeug“, „Zuruf“ (man kann die restlichen Teammitglieder zwecks Unterstützung rufen) und „Flucht“ anbietet. Erst wenn für alle Kampfbeteiligten eine Aktion ausgewählt wurde, werden diese nach und nach in derselben Reihenfolge ausgeführt. Stirbt ein Charakter, kann er nicht mehr wiederbelebt werden. Das Kampfsystem von Sweet Home ähnelt insgesamt stark dem von Dragon Quest.

## Handlung
Ein berühmter verstorbener Künstler namens Ichirō Mamiya soll mehrere Fresken von unschätzbarem Wert in seiner Villa versteckt haben. Ein Abenteuerteam, bestehend aus den fünf Schatzsuchern Kazuo, Taro, Akiko, Asuka und Emi will diese Malereien finden, veröffentlichen und sich dadurch mit etwas Ruhm bekleckern. Als das Team jedoch die Villa betritt, wird es von dem Geist einer Frau überrascht, bedroht und gewaltsam eingesperrt. Die schockierten Abenteurer teilen sich schließlich in zwei Gruppen auf, um das Herrenhaus zu erkunden und einen Ausgang zu finden. Schon bald muss das Team feststellen, dass es in dem Gebäude von diversen Monstern (wie zum Beispiel Zombies und Hitodamas) nur so wimmelt und die Villa einsturzgefährdet ist. Bei den Untersuchungen lüften die Abenteurer nach und nach die Geheimnisse um das Anwesen und die Geisterfrau. Es stellt sich heraus, dass es sich um die Seele der verstorbenen Ehefrau, um Lady Mamiya, handelt. Diese hatte vor 30 Jahren Suizid begangen, nachdem ihr kleiner Sohn in den Heizofen des Hauses gefallen und qualvoll verbrannt war. Schuld daran war offenbar Ichirou gewesen (er hatte den Ofen vor der Anzündung nicht kontrolliert). Vor ihrem Tod war Lady Mamiya dem Wahnsinn verfallen und hatte viele Kinder entführt und getötet, damit ihr kleiner Sohn „nicht mehr allein“ sei. Nun ist ihr verwirrter und zorniger Geist in dem Haus gefangen. Das Team schlägt sich bis zu Mamiya durch und stellt sich ihr im finalen Kampf entgegen.

## Rezeptionen

### Ähnlichkeiten zwischen Spiel und Film
Fast gleichzeitig zum Gamerelease 1989 erschien der gleichnamige Horrorfilm „Sweet Home“ von Kiyoshi Kurosawa. Es herrscht bis heute Uneinigkeit darüber, was zuerst herauskam, da für den Film nur das Erscheinungsjahr, nicht aber der genaue Tag und/oder Monat angegeben wurde. Überdies wurden die Werbespots aus Screenshots aus Spiel und Film zusammengesetzt, sodass sich beide Produkte quasi gegenseitig bewarben. Von den teilnehmenden Protagonisten und der Storyline her sind sich Spiel und Film sehr ähnlich, Unterschiede bestehen lediglich darin, dass der Sohn von Lady Mamiya im Film durch die Nachlässigkeit der Mutter starb, im Spiel hingegen war es die Schuld des Vaters. Außerdem sterben die meisten Crewmitglieder im Verlauf des Films, im Spiel hingegen können sich alle Teilnehmer dem Geist von Lady Mamiya entgegenstellen.

### Ähnlichkeiten mitResident Evil
Wie bereits erwähnt, ist Sweet Home der geistige wie spielinhaltliche Vorläufer zu Resident Evil. Tatsächlich war Letzteres als direktes Sequel zu Sweet Home vorgesehen gewesen. Dann aber verlor Capcom die Lizenzrechte an Sweet Home. Deshalb wurde Resident Evil als eigenständige Spielereihe entwickelt und in Japan unter dem Namen Biohazard veröffentlicht. Dass Sweet Home und Resident Evil aus derselben Feder stammen, ist in Resident Evil an zahlreichen Spieleelementen zu erkennen, die fast 1:1 aus Sweet Home übernommen wurden. Wie bereits zuvor aufgeführt, gehört zu den bekanntesten Features in Resident Evil und Sweet Home die sogenannte "Tür-Sequenz". Eine weitere Adaption ist bereits der Spielbeginn: Wie in „Sweet Home“, so sieht der Spieler auch in Resident Evil I., wie die Protagonisten einen düsteren Wald durchqueren müssen, um zu einem Herrenhaus als Schauplatz zu gelangen. Und in beiden Computerspielen wird das Herrenhaus von bösartigen Kreaturen bevölkert. Ebenfalls bemerkenswert sind die Gemeinsamkeiten bezüglich der Itemverwaltung: wie in Sweet Home, so muss der Spieler auch in Resident Evil immer wieder seine Ausrüstungsgegenstände wechseln, weil sein Inventar begrenzt ist. Zu guter Letzt sei noch das Feature der verdunkelten Räume erwähnt, das auch in Resident Evil vorkommt. Der Spieler muss erst das Licht einschalten oder Kerzen anzünden, um sich zielsicher fortbewegen und möglichen Fallen oder Monstern ausweichen zu können.

### Soundtracks zum Spiel
Wie in der japanischen Spielekultur üblich, so wurde im Jahre 1989 ein Soundtrack-Album für Sweet Home veröffentlicht. Das darauf enthaltene Arrangement stammt von der in Japan sehr bekannten Musikproduzentin Yōko Shimomura. Diese hat auch für andere Spiele, wie Street Fighter II. und Captain Commando, Musikstücke und -alben herausgebracht. Die einzelnen Soundtracks im Spiel selbst stammen von Junkō Tamiya.

### Awards
Da Sweet Home außerhalb Japans nie offiziell vertrieben wurde, gibt es so gut wie keine Awards oder Auszeichnungen. Allerdings wurde das Spiel von UGO Networks in die Liste der 11 besten Survival Horror Video Games gewählt.